# Tashiro Furukawa
Tashiro Furukawa (古河太四郎 Furukawa Tashirō?, March 27, 1845 – December 26, 1907) (古河太四郎 Furukawa Tashirō, 27 de marzo de 1845 – el 26 de diciembre de 1907) fue un educador Japonés. Fue un pionero de la educación para la personas con discapacidad visual y auditiva en el Japón moderno, habiendo fundado el Kyoto Moain (más tarde llamado Escuela de la prefectura de Kioto para Ciegos y la Escuela de la prefectura de Kioto para Sordos) en 1879. Creó el originador del Lenguaje de Señas Japonés.